# Matočkin tjesnac
Matočkin tjesnac ili Matočkin Šar (rus. Ма́точкин Шар) je  tjesnac površine 323 km2, strukturno fjord, između otoka Severni i Južni u otočju Novaja zemlja. Spaja Barentsovo i Karsko more. Naziv je dobio po rijeci Matočki, koja se ulijeva u tjesnac.

## Geografija
Matočkinov tjesnac jedan je od najvećih fjordova na svijetu. Obale duž tjesnaca su visoke i strme. Duljina mu je oko 100 km, a širina u najužem dijelu iznosi oko 600 metara. Tjesnac je veći dio godine prekriven ledom. Duž tjesnaca nalaze se napuštena ribarska naselja (Matočkin Šar, Stolbovoy).

## Povijest
U listopadu 1961. u blizini Matočkinova prolaza, iznad arhipelaga Novaja Zemlja, je detonirana Car-bomba.
To je također mjesto na kojem je od 1963. do 1990. izvršeno oko 39 podzemnih nuklearnih pokusa u golemom nizu tunela i okana ispod brda Lazareva i drugih masiva. Nakon 2000. Rusija je počela ponovno aktivirati poligon proširenjem starih tunela i početkom građevinskih radova. Svako ljeto od tada su se odvijali različiti subkritični hidronuklearni eksperimenti. Godine 2004. Rosatom je navodno izveo niz subkritičnih hidronuklearnih eksperimenata sa najviše do 100 grama plutonija.

## Vanjske poveznice
|  | Zajednički poslužitelj ima još gradiva o temi Matočkin tjesnac |